# Cantennai csata
A cantennai csata Lucania itáliai régióban, i. e. 71-ben vívott csata a harmadik rabszolgaháború keretében a rabszolgafelkelők és a Római Köztársaság hadai között..

## Előzmények
Spartacus vezetésével i. e. 73-ban kirobbant nagy felkelés kezdetén a rabszolgák még több római légiók megvertek, de nem sikerült olyan fegyelmezett és egységesen harcoló haderőt formálni a felkelőkből, mint a római hadsereg. A felkelőket különböző nézeteltérések (az egyes rabszolgák származása), a rablásokból szerzett zsákmány megtartása, asszonyok, gyerekek és öregek tömeges jelenléte a haderőben, akiknek biztosítása is komoly gondokat jelentett, mind-mind demoralizálták. Egyes nagyobb csapatok már korábban kiváltak a seregből Crixus alvezér vezetésével és ezeket már az előző évben megsemmisítették.
Marcus Licinius Crassus személyében igen határozott és eltökélt ellenfélre lelt Spartacus, aki ronccsá váló seregével már csak menekülni próbált Crassus vezette 8 római légió elől, akik meghiúsították azon tervüket is, hogy Szicíliában vessék meg a lábukat.

## A csata
Menet közben a rabszolgasereg tovább pusztult és egy újabb nagyobb csapat szakadt le belőle, amelyek élén Gannicus és Castus gall rabszolgák álltak. Ez a harcképtelen haderő is leginkább gall és germán rabszolgákat tömörített. Crassus két alvezére Quintus Marcius Rufus és Lucius Pomptinus legátus indított támadást ellenük. Crassus maga is közel táborozott le, hogy közelebb csalja a felkelőket, ami sikerült is. Quintus lovassággal az élen támadást intézett a rabszolgák ellen, amivel nagy veszteséget okozott nekik, majd visszavonultak. Castus és Gannicus vallási meggyőződéstől fűtötten, de nem elég körültekintően, ellentámadást parancsoltak, mert népük háborús istenei ilyenkor minden veszteség megtorlására adnak utasítást. A visszavonuló római lovasságot a rabszolgák követték, de így belefutottak az árkokban elsáncolt római gyalogosokba, amelyeket Crassus ásatott ki előzőleg. A fegyelmezett és pihent római gyalogosok tartották az állásaikat, addig a lovasság átkarolta a rabszolgákat, majd túlerőjüket érvényesítve megsemmisítették Castust és Gannicust, akik nyilván maguk is elestek a csatában.

## A következmények
Plutarkhosz szerint a több mint 30 ezer rabszolgából 12,300 ember esett el, 15 ezer fogságba került. A rómaiak is sok, megközelítőleg 4-5 ezer embert veszítettek el az öldöklő harcban.
Spartacus saját szemével látta két alvezére pusztulását, s mivel nem volt más választása ő is döntő csatára állt ki Crassus-szal. A cantennai csata készítette elő a sorsdöntő silarusi ütközetet, ahol a Spartacus vezette fősereg is elpusztult.

## Külső hivatkozás
- Strauss, Barry: The Spartacus War, 2009.